# Сунданське письмо

сунданські голосні

сунданські приголосні

сунданські цифри

Сунданське письмо (сунд. Aksara Sunda) - писемність, що використовувалась для сунданської мови в XIV-XVIII ст.
Сунданське письмо походить від письма каві, яке, в свою чергу, бере витоки від письма брахмі - предка майже всіх письменностей південно-східній Азії.
Історичні факти свідчать, що на території західної Яви з V ст. до теперішнього часу застосовувалося 7 писемностей:
- Паллава і пранагарі: V-VII ст.
- Сунданська: XIV-XVIII ст.
- Яванське: XI століття, XVII-XIX ст.
- Арабське: XVII - середина XX століття.
- Какаракан: XIX-XX ст.
- Латиниця: кінець XIX - до сьогоднішнього дня.

Стандартне письмо включає в себе 32 основних символів, складається з 7 окремих голосних (aksara Swara): a, é, i, o, u, e, eu, і 23 приголосних з голосним а (aksara Ngalagena ): ka-ga-nga, ca-ja-nya, ta-da-na, pa-ba-ma, ya-ra-la, wa-sa-ha, fa-va-qa-xa-za ' '. Також є 2 нестандартних звуки kha та sya для запису арабських приголосних.